# Filip Miňovský
Filip Miňovský (* 2. října 1950) je bývalý český fotbalista. Pracuje v Bohemians jako kustod.

## Fotbalová kariéra
V československé lize hrál za Bohemians Praha. Nastoupil ve 2 ligových utkáních. Gól v lize nedal. V nižších soutěžích hrál i za Viktorii Žižkov.

## Ligová bilance
| Ročník                                   | Zápasy | Góly | Klub            |
| ---------------------------------------- | ------ | ---- | --------------- |
| 1. československá fotbalová liga 1977/78 | 2      | 0    | Bohemians Praha |
| Česká národní fotbalová liga 1978/79     | -      | -    | Viktoria Žižkov |
| CELKEM 1. liga                           | 2      | 0    |                 |